# Cité-cathédrale

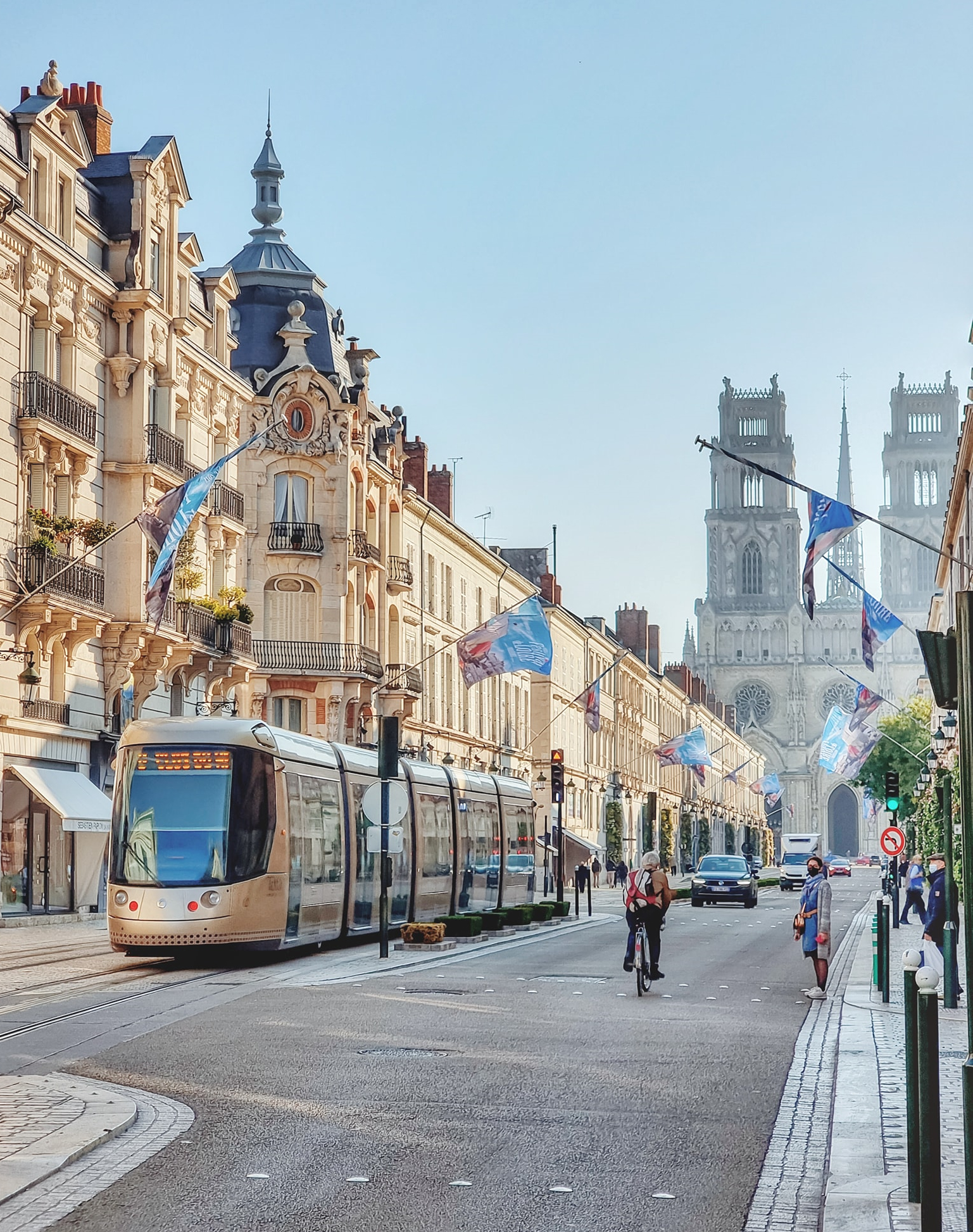
Orléans, l'une des villes-cathédrales les plus attractives.

Une cité-cathédrale, ou ville-cathédrale,, est un terme valise tendant à désigner, dans le contexte post-pandémie de Covid-19, les villes moyennes (entre 20 000 et 100 000 habitants) situées à moins de 150 km de Paris et à moins de 2 heures de trajet en voiture ou en train. Proches de Paris, disposant d'une liaison ferroviaire directe, mais avec une identité propre et un patrimoine architectural et culturel importants, elles bénéficient d’un excellent rapport qualité-prix (immobilier, pouvoir d'achat) pour les néo-habitants, souvent télétravailleurs, mais aussi les entreprises qu'y s'y implantent. Ces villes partagent une caractéristique commune : disposer d'une cathédrale gothique.

## Villes généralement considérées comme cités-cathédrales
- Chartres
- Orléans
- Amiens
- Rouen
- Beauvais
- Reims
- Compiègne
- Sens
- Évreux